# Pengo (langue)
Le pengo, aussi appelé pengu ou hengo, est une langue dravidienne parlée par environ 350 000 Pengo qui résident dans le district de Nabarangpur dans l'État d'Orissa, en Inde.

## Phonologie[réf.nécessaire]

### Voyelles
|         | Antérieure | Antérieure | Centrale | Centrale | Postérieure | Postérieure |
| brève   | longue     | brève      | longue   | brève    | longue      |             |
| ------- | ---------- | ---------- | -------- | -------- | ----------- | ----------- |
| Fermée  | i          | iː         |          |          | u           | uː          |
| Moyenne | e          | eː         |          |          | o           | oː          |
| Ouverte |            |            | a        | aː       |             |             |

### Consonnes
|           |          | Labiale | Dentale | Rétroflexe | Palatale | Vélaire | Glottale |
| --------- | -------- | ------- | ------- | ---------- | -------- | ------- | -------- |
| Nasale    | Nasale   | m       | n       | ɳ          |          | ŋ       |          |
| Occlusive | Sourde   | p       | t       | ʈ          | c        | k       |          |
| Occlusive | Voisée   | b       | d       | ɖ          | ɟ        | ɡ       |          |
| Fricative | Sourde   |         | s       |            |          |         | h        |
| Fricative | Voisée   |         | z       |            |          |         |          |
| Spirante  | Centrale | ʋ       |         |            | j        |         |          |
| Spirante  | Latérale |         | l       |            |          |         |          |
| Battue    | Battue   |         | ɾ       | ɽ          |          |         |          |